# 羅傑·阿爾德
羅傑·阿爾德是一位英国有机化学家，布里斯托尔大学榮譽退休教授，2006年当选英国皇家学会会士，知名于合成了1,8-双二甲氨基萘（俗称“质子海绵”）和一些稳定卡宾。